# 弘前市立自得小学校
弘前市立自得小学校（ひろさきしりつ じとくしょうがっこう）は、青森県弘前市大字鬼沢字菖蒲沢にある公立小学校。

## 沿革
- 1848年（嘉永元年） - 1860年（安政7年）まで、鬼沢にて寺子屋教育が行われた。
- 1851年（嘉永4年） - 1864年（文久3年）まで、楢木にて寺子屋教育が行われた
- 1876年（明治9年）6月7日 - 鬼沢村の神寅之助氏の家屋を借り受け、鬼沢小学が設置開校。
- 1887年（明治20年）4月 - 楢木簡易小学校を統合し、鬼沢簡易小学校と改称。
- 1892年（明治25年）4月 - 自得尋常小学校と改称。
- 1904年（明治37年）11月 - 2階校舎新築。旧校舎体操場となる。
- 1911年（明治44年）5月 - 草薙小学校と連合運動会を開く。
- 1925年（大正14年）7月 - 本校初の修学旅行として、5学年と6学年児童が浅虫に行く。
- 1926年（大正15年）11月 - 現在地に校舎新築落成式挙行。
- 1930年（昭和5年）6月 - 四校連盟協議会を開く（強行・高杉・自得・新和）。
- 1934年（昭和9年）11月 - 校旗樹立。
- 1939年（昭和14年）4月 - 自得尋常高等小学校と改称。
- 1941年（昭和16年）4月1日 - 国民学校令により、裾野村立自得国民学校と改称。
- 1947年（昭和22年）4月1日  - 学制改革（学校教育法施行）により、裾野村立自得小学校と改称。同日、自得中学校開校。
- 1949年（昭和24年）3月 - 文部省（現:文部科学省）国語課からローマ字教育指定校の指定を受ける。
- 1950年（昭和25年）8月 - 新校舎落成式挙行。
- 1955年（昭和30年）3月1日 - 裾野村が弘前市に合併された為、弘前市立自得小学校と改称。
- 1961年（昭和36年）3月 - 校歌制定。
- 1973年（昭和48年）9月 - 鉄筋3階建ての新校舎完成（普通教室9・理科室1・音楽室1）。
- 1975年（昭和50年）9月  - 創立100周年記念式典と大運動会を挙行。
- 1977年（昭和52年）8月 - 水泳プール・浄化槽完成記念式典挙行。
- 1989年（平成元年）1月 - 体育館暖房工事終了。
- 1996年（平成8年）6月 - 創立120周年記念式典挙行。
- 1997年（平成9年）11月 - トイレが水洗化される。
- 1999年（平成11年）11月 - コンピュータによる学習開始。
- 2000年（平成12年）6月 - プール補修工事。
- 2001年（平成13年）2月 - 3階廊下の流し場新設。
- 2002年（平成14年）5月 - 放送機器全面更新。
- 2003年（平成15年）
  - 4月 - コンピュータネットワークシステム整備。
  - 8月 - 校庭北校舎防球ネット設置。
- 2004年（平成16年）
  - 6月 - プール塗装工事。
  - 7月 - 校門改修工事。
- 2005年（平成17年）
  - 7月 - 校庭鉄棒工事。
  - 11 - 下水道切り替え工事。
- 2006年（平成18年）
  - 7月 - 創立130周年記念式典挙行。同月、アスベスト除去工事。
  - 10月 - 南校舎屋根改修工事。
- 2010年（平成22年）
  - 1月 - 北校舎アスベスト除去工事（2月終了）。
  - 2月 - 洪水時避難所に指定される。
- 2012年（平成24年）
  - 5月 - 土俵柱腐食のため屋根撤去工事。
  - 10月 - 3階テラス防水工事完了。
- 2013年（平成25年）4月 - 知的特別支援学級名称を「サポートルーム」と変更。
- 2015年（平成27年）
  - 5月 - 体育館解体工事開始。
  - 7月 - 140周年記念事業協賛会設立。同月、プール側ブロック入口工事と体育館改築工事開始。
- 2016年（平成28年）
  - 3月 - 新体育館完成。
  - 4月 - 自閉症・情緒特別支援学級「サポートルーム2」を新設。知的特別支援学級の名称を「サポートルーム1」に変更。同月、記念植樹（桜5本 協賛会会長・5町会長）。
  - 5月 - 屋外用スピーカー設置。創立140周年記念大運動会開催。パイプイス50脚寄贈【創立140周年記念事業】。
  - 6月 - 創立140周年記念事業が行われた。①寶智山関化粧まわし寄贈・②140周年看板設置・③ひな壇寄贈。
  - 7月x日 - 校庭の北校舎・体育館側に防球ネット設置。
  - 7月9日 - 創立140周年記念式典・体育館落成記念挙行。
  - 11月 - 創立140周年記念学習発表会開催。
- 2017年（平成29年）
  - 3月 - 1～6年教室可動式黒板設置工事。
  - 4月 - 校地北出入口チェーンポール設置。同月、校門横フェンス設置。
  - 5月 - 体育館周囲の側溝に蓋を設置。
  - 11月 - 体育館ステンレスタップ設置。
- 2018年（平成30年） 
  - 3月 - 南校舎2階教具室改修工事により、サポートルーム1教室設置。
  - 9月 - 保健室エアコン設置。
  - 11月 - 旧屯所補修工事。
- 2019年（令和元年）12月 - 南校舎トイレ補修工事並びに普通教室・音楽室エアコン設置工事開始。
- 2020年（令和2年）3月 - 南校舎トイレ補修工事並びに普通教室・音楽室エアコン設置工事完了。
- 2021年（令和3年）
  - 1月 - 全教室・体育館等にWi-Fi整備。
  - 3月 - 校長室・職員室・技能主事室にエアコン設置。
  - 8月 - サポートルーム1・2に可動式黒板設置工事。

## 教育目標
- がんばる自得の子
- 考える子
- 協力する子
- きたえる子

## 学区
楢木、鬼沢

## 周辺
- 鬼神社
- 青森県道31号弘前鯵ケ沢線

## アクセス
- 弘南バス「鬼沢」バス停下車後、
  - 天長園・鰺ヶ沢行のりばから、徒歩約315m・約5分。
  - 弘前駅前・聖愛高校行のりばから、徒歩約480m・約7分。

## 主な卒業生
- 寶智山幸観（元:大相撲力士・現:年寄立田川）